# Климчук Юрій Сергійович
Климчук Юрій Сергійович (нар. 5 травня 1997, Рогачі, Житомирська область, Україна) — український футболіст, лівий вінгер ковалівського «Колоса».

## Життєпис
В одинадцятирічному віці вступив до академії «Динамо» (Київ), в якій займався в групі Юрія Леня. Через півтора року продовжив навчання у київському «Локомотиві» під керівництвом Володимира Вікторовича Новиченка. У 2010 році розпочав виступи в ДЮФЛ за київський «Атлет». Усього в ДЮФЛ провів 62 гри та забив 17 м'ячів.
У 2015 році в складі київського «Локомотива» грав у першості Києва, де був помічений тренером молодіжного складу «Сталі» Сергієм Шищенком і після нетривалого перегляду підписав з клубом свій перший професіональний контракт.
У 2016 році почав виступи за молодіжний склад клубу з Кам'янського, а 23 квітня 2017 року дебютував в основному складі в матчі проти кропивницької «Зірки».